# Циклические формы (музыка)
Цикли́ческие фо́рмы в му́зыке, часто сокращённо, ци́клы — музыкальные формы, предполагающие наличие отдельных частей, самостоятельных по строению, но связанных единством замысла. В истории академической музыки известны циклы «прелюдия-фуга», сюитные циклы, сонатно-симфонические, вокальные циклы. Циклом может называться также ряд связанных между собой произведений (каждое из которых может обладать или не обладать циклической формой) или концертных программ. В неакадемической музыке (джазе, роке) к циклическим формам относят концептуальные альбомы и некоторые другие крупные формы.

## Цикл «прелюдия-фуга»
Двухчастный цикл «прелюдия-фуга» известен со времен барокко. Он предполагает функционализацию прелюдии как импровизационного вступления к фуге.
Циклы «прелюдия-фуга» могут объединяться в более крупные циклы на основе какого-либо формального или тематического принципа. Наиболее известный пример — «Хорошо темперированный клавир» И. С. Баха, построенный по принципу определенного чередования ладотоновых соответствий. Пример из музыки XX века — «24 прелюдии и фуги» Д. Д. Шостаковича.

## Сюитный цикл
Для сюиты, известной с XVI века, характерны:
- связь отдельных частей произведения с традиционными прикладными (песенными, танцевальными) жанрами, простота строения частей;
- контрастное сопоставление частей;
- тенденция к единству или ближайшему родству тональностей частей.

Вершины жанра в музыке барокко — сюиты И. С. Баха и Г. Ф. Генделя, в классический период — В. А. Моцарта и Й. Гайдна. В XIX веке крупные композиторы обращались к жанру сюиты в основном в целях стилизации (Э. Григ, М. Равель и др.).
В XX веке жанр сюиты был существенно переосмыслен, к нему применены новые приемы (таковы, например, додекафонические оркестровые сюиты А. Шёнберга и А. Берга), охвачен новый материал (так, в сюите П. Хиндемита «1922 год» использованы модные танцы соответствующего времени: шимми, бостон, регтайм).
К сюитной форме тяготеют и некоторые произведения неакадемической музыки (в основном, прогрессивного рока). В качестве примеров можно назвать «Lizard» с одноименного альбома рок-группы King Crimson и «Atom Heart Mother» с одноименного альбома группы Pink Floyd. Однако «рок-сюитами» часто называют и композиции, тяготеющие скорее к свободным и смешанным формам (в традиционной музыкально-теоретической терминологии).

## Сонатно-симфонический цикл
К сонатно-симфоническому циклу относятся наиболее абстрактные жанры академической музыки, такие как симфония, соната, концерт. Для него характерны:
- абстрагирование от прикладного характера музыки (даже если в качестве материала какой-либо части использован прикладной материал);
- возможность образно-смысловых контрастов между отдельными частями (вплоть до их прямого противопоставления);
- сложное тональное развитие;
- устоявшиеся функции и формы отдельных частей (характерные для отдельных жанров сонатно-симфонической музыки).

Классическая соната формировалась в течение XVIII века, вершины развития достигла в венской классике и остается, с некоторыми оговорками, живым жанром.
Симфония как жанр сформировалась в середине XVIII века, вершины развития достигла также в венской классике и остается живым жанром академической музыки. (Симфоническую форму не следует путать с симфонизмом, который может быть свойствен и произведениям, не относящимся к этой форме). Во второй половине XX века для многих произведений этого жанра стал свойствен лейтмотивный и монотематический принципы.
Концерт как разновидность сонатно-симфонического циклического произведения, для которого характерно противопоставление звучания полного состава ансамбля и отдельных групп или солистов, сложился в известном ныне виде к концу XVIII века.

## Свободные и смешанные формы
Музыкальное произведение может состоять из частей, объединенных по иному, нежели в перечисленных жанрах, принципу, и все же обладать в той или иной мере циклическим характером. Таковы многие жанры прикладной духовной музыки (месса, духовный концерт, всенощная), кантаты, вокальные и вокально-хоровые циклы (сюжетные и лирические).

## Крупные циклы
В цикл могут объединяться и целые произведения (каждое из которых, в свою очередь, может обладать или не обладать циклическим характером). Таковы упомянутые выше циклы прелюдий и фуг, тетралогия Р. Вагнера «Кольцо нибелунга», концептуальные альбомы во внеакадемической музыке, а также отдельные крупные произведения джазовой и рок-музыки.